# Savoia-Marchetti S.53
Die SIAI S.53 war ein italienisches Flugboot. Mit ihr wollte SIAI den Verkauf von zivilen Passagierflugbooten auf der Basis der schon erfolgreichen SIAI S.16 ausbauen, um die Marktanteile zu halten. Das Flugzeug erwies sich aber bei der Erprobung als nicht schlechtwettertauglich.

## Geschichte
Nach der erfolgreichen S.16 wollte man bei SIAI einen weiteren zivilen Flugboottyp herstellen, um die S.16 technisch zeitgemäß anzupassen und auch um die Marktanteile von SIAI zu halten. Das bereits 1919 geplante und 1922 aufgelegte Projekt SIAI S.53 sollte nicht wesentlich von der S.16 abweichen. Zu den Neuerungen zählte ein neues Kreuzleitwerk, Metallaufhängung des Motors sowie eine Flugzeugstruktur aus Metallstreben; die Querruder wurden auf der oberen Tragfläche angebracht. Im September 1923 startete die S.53 zum ersten Mal. Die Maschine wurde 1923 in Paris mit zwei Tandemmotoren Hispano-Suiza 34 mit 180 PS und 2-Blatt-Propeller vorgestellt und SIAI erhielt viel Lob für das Flugzeug. SIAI entschloss sich schließlich, an einem Wettbewerb teilzunehmen, der von Rom nach Tripolis führte, um die Leistungsfähigkeit der S.53 zu demonstrieren. Die Teilnahme wurde jedoch aus familiären Gründen und des schlechten Wetters wegen abgesagt. Bei dem Versuch, die Maschine sicherer zu machen, experimentierte man mit mehreren Motoren, bis man sich für einen Tandemreihenmotor entschloss, der auch bei Motorausfall eine Notlandung gewährleisten konnte.

## Konstruktion
Die S.53 war ein Doppeldeckerflugboot mit kanuförmigem Holzrumpf, die Motoren war wie bei den Vorgängern mittig an der oberen Tragfläche befestigt. Die S.53 hatte ein einsitziges offenes Cockpit mit Windschutzscheibe. Die vier Passagiere saßen hinter dem Piloten ein zwei Reihen hintereinander (2×2). Die Tragflächen waren mit Leinen bespannt und mit Holmen und Stahldrähten am Rumpf befestigt. Der erste Motor war ein Fiat A. 12bis mit 300 PS und einem 4-Blatt-Propeller, doch aus Sicherheitsgründen und den geltenden Vorschriften zur Personenbeförderung änderte man diese Konfiguration in einen Tandemmotor mit zwei Hispano-Suiza 34 mit 180 PS und 2-Blatt-Propellern, wobei ein Motor als Zug- und der andere als Druckmotor arbeitete. Die gesamte Struktur des Flugzeuges war aus Metallholmen gefertigt und mit Sperrholz verkleidet.

## Technische Daten
| Kenngröße             | Daten                                                               |
| --------------------- | ------------------------------------------------------------------- |
| Besatzung             | 1                                                                   |
| Passagiere            | 4                                                                   |
| Spannweite            | unbekannt                                                           |
| Länge                 | unbekannt                                                           |
| Höhe                  | unbekannt                                                           |
| Flügelfläche          | unbekannt                                                           |
| Leermasse             | unbekannt                                                           |
| Startmasse            | unbekannt                                                           |
| Antrieb               | zwei 2 × Hispano-Suiza 34 mit 180 PS (132 kW) und 2-Blatt-Propeller |
| Reisegeschwindigkeit  | unbekannt                                                           |
| Höchstgeschwindigkeit | unbekannt                                                           |
| Reichweite            | unbekannt                                                           |
| Bewaffnung            | keine, da zivil                                                     |